# Чабан Ілля Павлович
Ілля́ Па́влович Чаба́н (нар. 21 липня 1936) — професор, дійсний член Української екологічної академії наук, заслужений працівник вищої школи Української РСР, декан агрономічного факультету, проректор з наукової роботи Дніпровського державного аграрно-економічного університету.

## Життєпис
Народився 21 липня 1936 року в с. Богданівка Межівського району Дніпропетровської області. У вересні 1954 року був зарахований студентом першого курсу агрономічного факультету Дніпропетровського сільськогосподарського інституту. В студентські роки брав активну участь в роботі студентського наукового гуртка при кафедрі ґрунтознавства, яку в ті роки очолював професор М. О. Бекаревич.
Під час літніх практик працював у складі ґрунтової партії, яка займалась обстеженням ґрунтів і складанням ґрунтової карти Нікопольського району, результати доповідались на студентській наукової конференції і були відзначені першою премією. На підставі проведеного експедиційного обстеження ґрунтів була захищена дипломна робота.
1959 з відзнакою закінчив Дніпропетровський сільськогосподарський інститут, одержав кваліфікацію «вчений агроном». За пропозицією наукового керівника професора М. О. Бекаревича, його разом з однокурсником М. Т. Масюком було в Нікопольський район, де він чотири роки працював головним агрономом колгоспу, а у 1963 році був запрошений для навчання в аспірантурі при кафедрі ґрунтознавства Дніпропетровського сільськогосподарського інституту. У 1968 році захистив кандидатську дисертацію, тамою досліджень було створення і функціонування садових агроценозів на еродованих ґрунтах.
Вся науково-педагогічна діяльність Іллі Павловича була пов'язана з Дніпропетровським сільськогосподарським інститутом (аграрним університетом). Протягом 1966—1970 рр. від працював асистентом, в 1970—1990 рр. — доцентом; з 1990 по 2001 рр. професором кафедри ґрунтознавства і екології. З 2001 року й до виходу на заслужений відпочинок ‒ професором кафедри селекції і насінництва. Протягом 17 років з 1971 по 1988 рік обирався на посаду декана агрономічного факультету. З березня 1988 року по серпень 2004 року працював проректором з наукової роботи.
Один з організаторів унікального Орджонікідзевського науково-дослідного стаціонару з рекультивації посттехногенних ландшафтів, який науковою спільнотою визнано світовим стандартом рекультивації порушених земель. З дослідними плантаціями плодових культур на рекультивованих землях, які вперше на території СРСР були закладені І. П. Чабаном, мали можливість ознайомитись наукові делегації понад 25 країн Європи, Азії і США. На основі багаторічних досліджень І. П. Чабаном розроблено, апробовано і рекомендовано нові моделі рекультивованих ґрунтів для створення садових агроценозів на порушених землях. За результатами досліджень опубліковано понад 150 наукових праць.

## Нагороди
- Орден «За заслуги» III ступеню.